# Warpaint
Warpaint er et Indie Rock-band fra USA fra Los Angeles, Californien. Bandet er dannet i 2004.

## Diskografi
- The Fool (2010)
- Warpaint (2014)
- Heads Up (2016)

| Musikgruppe | Spire Denne artikel om en amerikansk musikgruppe er en spire som bør udbygges. Du er velkommen til at hjælpe Wikipedia ved at udvide den. |